# Neosho County
Neosho County je okres ve státě Kansas v USA. K roku 2010 zde žilo 16 512 obyvatel. Správním městem okresu je Erie. Celková rozloha okresu činí 1 497 km².